# Siglo VI a. C.
El siglo VI a. C. o siglo VI a. e. c. (siglo sexto antes de la era común) comenzó el 1 de enero del 600  a. C. y terminó el 31 de diciembre del 501  a. C.

## Acontecimientos

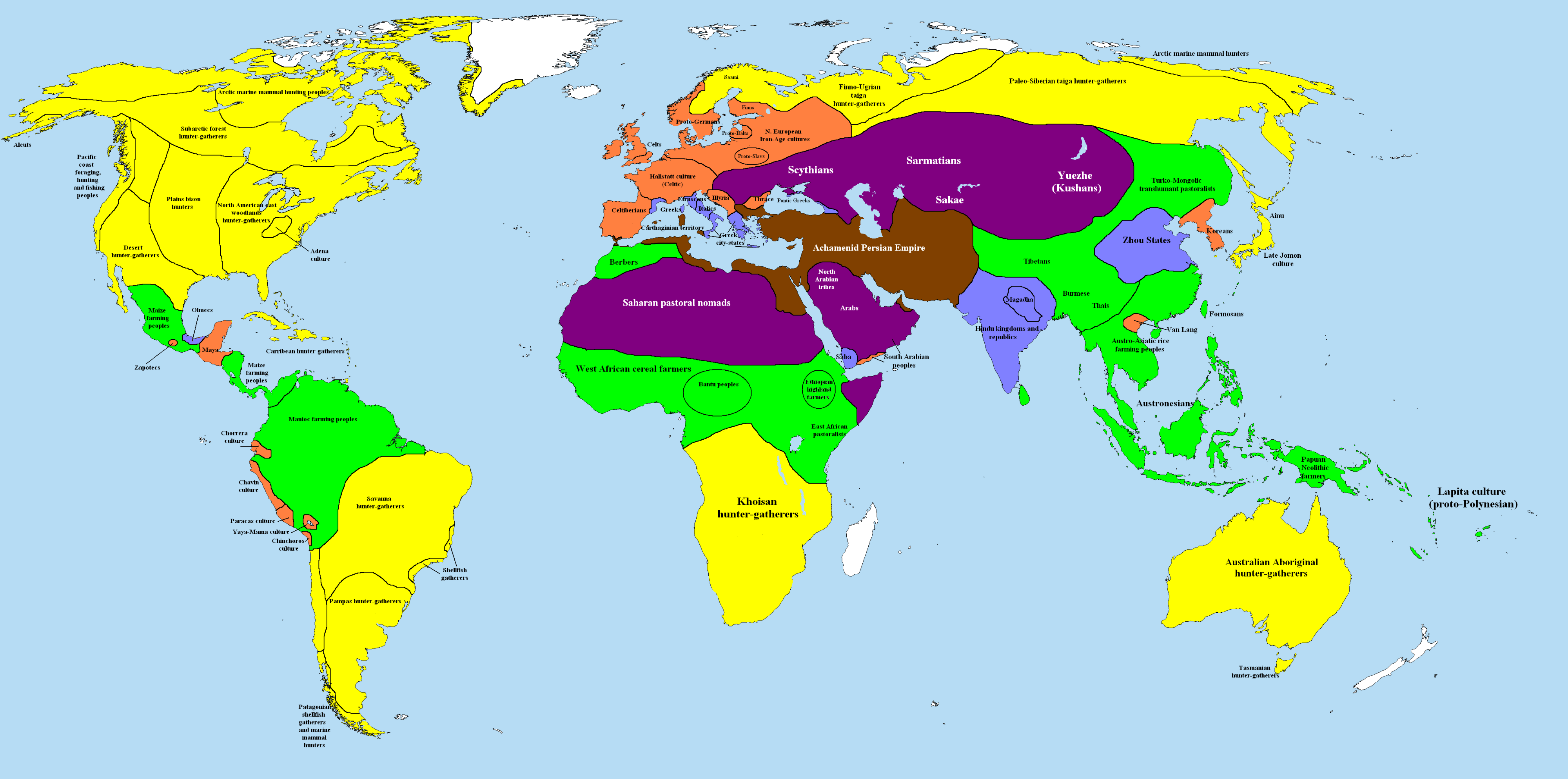
Mapa del mundo en el siglo a. C.

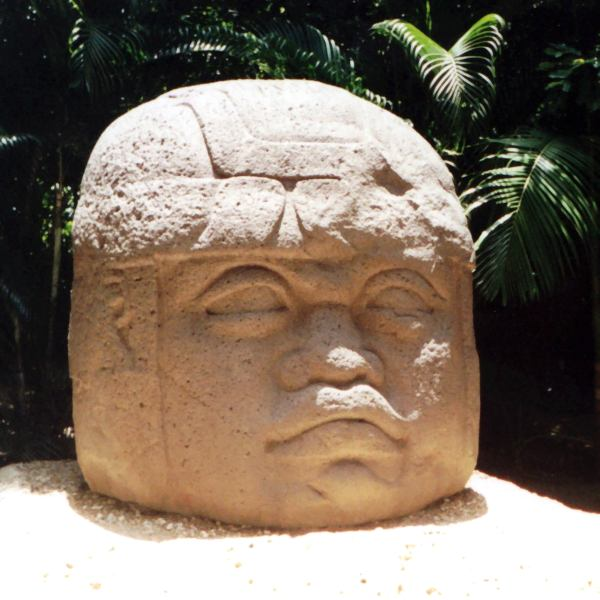
Monumento 1, una cabeza colosal olmeca en La Venta (en México).

- 600 a 501 a. C.: los alfareros de Ática introducen las figuras negras pintadas sobre el fondo rojo de la arcilla pulida; se añaden toques de blanco y rojo purpúreo para las vestimentas y para reproducir el color de la piel.[1]
- 590 a. C.: en Tiro (Líbano) sucede un terremoto.[2]
- 586 a. C.: los invasores babilonios secuestran a todo el pueblo hebreo y los trasladan a pie desde la región de Canaán hacia Babilonia. A partir de este momento empieza a desarrollarse la religión judía, un sistema monoteísta centrado en el culto al dios Yahvé.[1]
- 585 a. C. (28 de mayo): acontece un eclipse solar conforme había predicho Tales de Mileto, mientras Aliates II está combatiendo la «Batalla del Eclipse» contra Ciájares. Esto lleva a una tregua. Es una de las fechas cardinales a partir de la cual se pueden calcular otras fechas.
- 550 a. C.: a 20 km al sur de Esparta (Grecia) un terremoto de grado X (en la escala sismológica de Mercalli, de I a XII) 37°00′N 22°30′E / 37.0, 22.5. Hunde una porción del monte Taigeto.[2]
- 550 a  529 a. C.: Reinado de Ciro II el Grande en Persia. Miembro de la Dinastía Aqueménida, fue el verdadero fundador del Imperio persa.[1]
- 519 a. C. (8 o quizá 2 de agosto): en la provincia de Henán, unos 500 km al sursuroeste de Pekín (China), un terremoto de magnitud 5,5 en la escala sismológica de Richter (intensidad VII) deja «algunos muertos».
- 502 a. C. (4 de diciembre): un eclipse solar oscurece Egipto (computado; no hay documentación histórica clara de su observación).

### Guerras y política

#### Guerras y revoluciones
- 597 a. C. (16 de marzo): en el Reino de Juda, los babilonios toman Jerusalén, reemplazan al rey Jeconías por el rey Sedecías.
- 590 a. C.: en Egipto, el ejército saquea Napata, obligando a la corte cushita a trasladarse a un lugar más seguro en Meroe cerca de la sexta catarata.[3]
- 15 de enero del 588 a. C.: en la capital del Reino de Juda,(actual Israel), el rey Nabucodonosor II de Babilonia comienza el asedio de la capital de dicho reino, Jerusalén; algunas fuentes señalan como fecha el año 587 a. C.
- 586 a. C. (14 al 16 de julio): Jerusalén cae en manos de los babilonios, acabando así el reino de Judá. Los conquistadores destruyen el Templo de Salomón en Jerusalén y envían al exilio a los habitantes de Judá, también como a los habitantes de Mashaj. Comienza el cautiverio de Babilonia de los judíos.
- 586 a. C. (15 al 18 de agosto): Jerusalén y sus edificios arden durante tres días luego de ser arrasada por el imperio neobabilónico.
- Años 550 a. C.: Cartago conquista Sicilia, Cerdeña y Córcega.
- 559 a. C.: se funda el Imperio aqueménida. En los siguientes 60 años conquistará Asia Menor, Mesopotamia, Egipto y la India.
- 558 a. C.: en China, el estado Jin derrota en batalla a su rival Estado Qin.
- 550 a. C.: en Grecia, los tracios destruyen Abdera (Tracia).
- 550 a. C.: Ciro derrota a Astiages de los medos, estableciendo el Imperio aqueménida.
- 547 a. C.: cerca del río Halys, Ciro derrota a Creso, el rey de Lidia.
- 546 a. C.: Ciro de Persia completa su conquista de Lidia, y hace de Pasargadas su capital.
- 540 a. C. (fecha aproximada): en Turquía meridional, los persas conquistan la ciudad licia de Janto.
- 539 a. C.: Ciro el Grande derrota a Nabónido y conquista Babilonia.
- 537 a. C.: los judíos llevados a Babilonia reciben permiso para regresar a Jerusalén, acabando así el cautiverio de 70 años en Babilonia.
- 525 a. C.: en Egipto, Cambises II, rey de Persia, derrota a Psamético III y conquista el país.
- 522 a. C.: en la actual Irak, rebeldes babilonios atacan el gobierno persa.
- 521 a. C.: se somete la rebelión babilonia contra los persas.
- 516 a. C.: en India, el rey persa Gustaspe ocupa la región de Panyab.
- 513 a. C.: en Tracia (Grecia), el ejército del rey Darío el Grande somete a los getas y Tracia oriental en su guerra contra los escitas.
- 511 a. C.: Síbari declara la guerra a Crotona.
- 506 a. C.: en China se libra la Batalla de Bai ju: las fuerzas del reino de Wu bajo Sun Tzu derrotan a las fuerzas de Chu.
- 502 a. C.: en Aricia (Italia), la Liga Latina derrota a los etruscos dirigidos por Lars Porsena.
- 502 a. C.: en el mar Egeo, la isla de Naxos se rebela contra la dominación persa, lo que provoca la revuelta jonia.
- 501 a. C.: el ejército persa ataca Naxos.
- 501 a. C.: en respuesta a las amenazas sabinas, los romanos crean el cargo de dictador.
- 500 a. C.: en Abdera (Tracia) se reasientan los refugiados provenientes de Teos.

#### Política
- En Oriente Próximo, la primera mitad del siglo estuvo dominada por el Imperio neobabilónico o caldeo, que había alcanzado el poder a finales del siglo precedente después de rebelarse con éxito contra el gobierno asirio. El reino de Judá llegó a su fin en el año 586 a. C. cuando fuerzas babilonias de Nabucodonosor II tomaron Jerusalén, y llevaron a la mayor parte de su población a sus propias tierras. El gobierno babilonio fue a su vez derrocado en los años 540 a. C. por Ciro el Grande, que fundó el Imperio persa en su lugar. El Imperio persa siguió expandiéndose y creció hasta convertirse en el mayor imperio hasta entonces conocido.
- En Grecia, Tebas se convierte en la ciudad más importante de Beocia. Esparta forma una Liga, aliándose con las principales y con las que más población regían, las ciudades de Peloponeso.
- En la península ibérica se produce el florecimiento de Tartessos. En la primera mitad del siglo, Mainake quedó parcialmente destruida y fue abandonada. Se desarrolla la etapa de colonización griega, apareciendo, entre este siglo y el siguiente, las primeras monedas de acuñación focea en lo que hoy es Cataluña. De este siglo data la fundación de Baria (Villaricos).
- 598 a. C.: Jeconías sucede a Joaquim como rey de Judá.
- 595 a. C.: Psamético II sucede a Necao II como rey de Egipto.
- 594 a. C.: Solón nombrado arconte de Atenas; instituye reformas democráticas.
- 589 a. C.: Apries sucede a Psamético II como rey de Egipto.
- 586 a. C.: Reencarnación del Zhou Dingwang, rey de la dinastía Zhou de China.
- 585/584 a. C.: Astiages sucede a Ciájares como rey de los medos.
- 585 a. C.: Zhou Jianwang se convierte en rey de la dinastía Zhou de China.
- 580 a. C.: Cambises I sucede a Ciro I como rey de Anshan y cabeza de la dinastía aqueménida (fecha aproximada).
- 579 a. C.: Servio Tulio sucede al asesinado Lucio Tarquinio Prisco como rey de Roma (fecha tradicional).
- 572 a. C.: fallecimiento del rey Jian de Zhou, rey de la dinastía Zhou de China.
- 571 a. C.: Liangwang se convierte en rey de la dinastía Zhou en China.
- 570 a. C.: Amasis II sucede a Apries como rey de Egipto.
- 568 a. C.: Amtalqa sucede a su hermano Aspelta como rey de Kush.
- 562 a. C.: Amel-Marduk sucede a Nabucodonosor II como rey de Babilonia.
- 560 a. C.: Neriglissar sucede a Amel-Marduk como rey de Babilonia.
- 560/561 a. C.: Creso se convierte en rey de Lidia.
- 560 a. C.: Pisístrato toma la Acrópolis de Atenas y se declara a sí mismo tirano. Es depuesto el mismo año.
- 559 a. C.: el rey Cambises fallece y le sucede su hijo Ciro II, llamado luego "el Grande".
- 558 a. C.: Hegesias depuesto como arconte de Atenas.
- 556 a. C.: Pisístrato es exiliado de Atenas a Eubea.
- 556 a. C.: Labashi-Marduk sucede a Neriglissar como rey de Babilonia.
- 556/555 a. C.: Nabónido sucede a Labashi-Marduk como rey de Babilonia.
- 544 a. C.: personas de Teos emigran a Abdera (Tracia) para escapar del dominio persa.
- 544 a. C.: el Zhou Jingwang se convierte en rey de la dinastía Zhou de China.
- 543 a. C.: Pisístrato, tirano de Atenas, purifica la isla de Delos (fecha aproximada).
- 540 a. C.: se funda la ciudad griega de Elea en el sur de Italia (fecha aproximada).
- 538 a. C. (aprox.): muchos judíos regresan del exilio en Babilonia; construirán el Segundo Templo alrededor de 70 años después de la destrucción del Primer Templo, entre el 520 y el 516 a. C.
- 537 a. C.: el resto de los judíos llevados a Babilonia reciben permiso para regresar a Jerusalén, acabando así el cautiverio en Babilonia.
- 534 a. C.: en Roma, Lucio Tarquinio el Soberbio se convierte en rey.
- 530 a. C.: en la actual Irán, Cambises II sucede a Ciro como rey de Persia.
- 525 a 404 a. C.: Dinastía XXVII de Egipto
- 526 a. C.: Psamético III sucede a Amasis II como rey de Egipto.
- 522 a. C.: Esmerdis sucede a Cambises II como gobernante de Persia.
- 521 a. C.: Darío I sucede a Esmerdis como gobernante de Persia.
- 520 a. C.: el Zhou Daowang se convierte en rey de la dinastía Zhou de China, pero muere antes de final de año.
- 520 a. C.: Cleómenes I sucede a Anaxandridas como rey de Esparta (fecha aproximada).
- 519 a. C.: el Zhou Jingwang se convierte en rey de la dinastía Zhou de China.
- 514 a. C.: el rey Helu de Wu establece la Gran ciudad de Helu (antiguo nombre de Suzhou) como su capital en China.
- 510 a. C.: Hipias, hijo de Pisístrato y tirano de Atenas, es expulsado por una revuelta popular apoyada por Cleómenes I, rey de Esparta y sus fuerzas.
- 510 a. C.: fin del reinado de Lucio Tarquinio el Soberbio, último rey de los tradicionales siete reyes de Roma. Roma se convierte en República. Derrocados los Tarquinios, los nobles asumen el mando bajo a través del Senado.
- 510 a. C.: en Italia se establece la República romana.
- 510 a. C.: en Grecia, Demarato sucede a Aristón como rey de Esparta (fecha aproximada).
- 507 a. C.: en Atenas (Grecia), el reformador griego Clístenes toma el poder e incrementa la democracia.
- 505 a. C.: en Roma es elegida la primera pareja de cónsules romanos.
- 501 a. C.: en Atenas (Grecia), Clístenes reforma la democracia.
- 501 a. C.: en China, Confucio nombrado gobernador de Chung-tu.
- 501 a. C.: Gadir (actual Cádiz) es tomada por Cartago (fecha aproximada).
- 500 a. C. (fecha aproximada): pueblos de lengua bantú emigran al suroeste de Uganda desde el Oeste.
- 500 a. C.: Darío de Persia proclama que el arameo es el idioma oficial de la mitad occidental de su imperio.
- A finales del siglo, se produce la conquista militar de Cerdeña.

### Cultura
- En la Edad del Hierro europea, la expansión celta estaba progresando.
- Extremo Oriente: períodos de las Primaveras y Otoños.
- El período tardío de la cultura de Hallstatt en la Europa central y oriental, la Edad del Bronce tardía en Europa septentrional.
- Declive de la civilización olmeca en Mesoamérica.
- península ibérica:[4]
  - 600 a 575 a. C.: en España se funda la aldea de Emporion. Se empieza a desarrollar la cultura ibérica y la castreña.
  - 600 a 525 a. C.: en Tartessos se crean objetos griegos.
- 550 a. C.: en la península de Corea comienza el período mumun tardío.
- 500 a. C.: en el norte de Europa finaliza la civilización de la Edad del Bronce nórdica —según el sistema de periodización de Oscar Montelius— y comienza la cultura de Jastorf.
- En el arte griego se representan kurós (atletas) y muchachas.

## Personajes relevantes

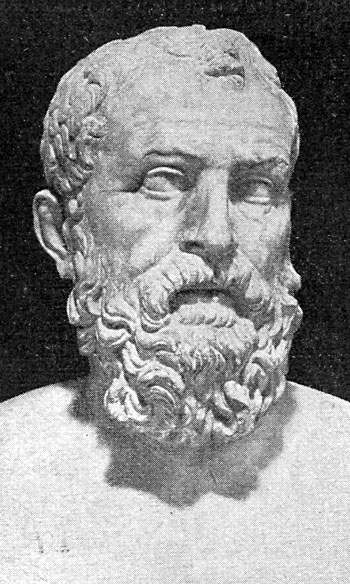
Solón, creador de la constitución soloniana de Atenas que incorporó los primeros elementos de una democracia civil formalizada en la historia del mundo.

- Calias, político ateniense (n. 511 a. C.).
- Annei, legendario emperador japonés (f. 511 a. C.).
- Quilón, estadista espartano que promovió una reforma reduciendo el poder del rey y ampliando el de los éforos.
- Safo, poetisa griega (ca. 650-580 a. C.).
- Estesícoro de Sicilia, poeta lírico (h. 640-555 a. C.).
- Tales de Mileto, matemático griego (635-543 a. C.), predijo un eclipse solar en 585 a. C.
- Mahavira de Vaishali, el 24.º tirthankara del yainismo (599-527 a. C.).
- Nabucodonosor II, rey de Babilonia desde el 580 a. C.; falleció hacia el 562 a. C.
- Anaxímenes de Mileto, filósofo griego (585-525 a. C.).
- Pitágoras de Samos (h. 580-500 a. C.), matemático griego y descubridor del teorema que lleva su nombre.
- Ciro I, rey de Anshan (fallecido hacia el 580 a. C.).

- Ciro el Grande (576-529 a. C.), rey de Persia.

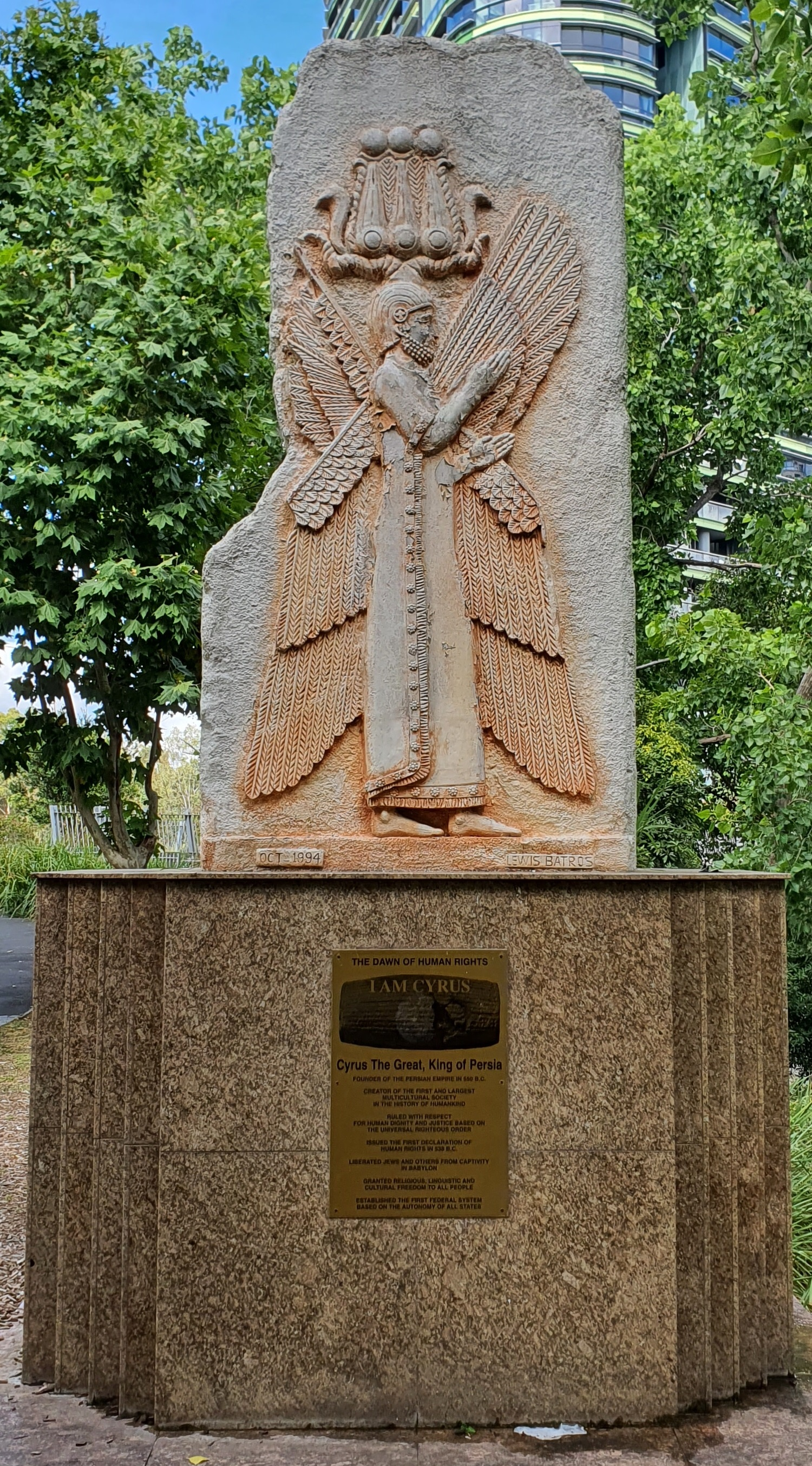
Copia de la obra "Genio alado de Pasargada", Erróneamente atribuido a Ciro el Grande, debido a la descripción que esta escultura porta en el Olympic Park de Sídney.

- Esdras y Nehemías, líderes de los judíos que regresaron del Cautiverio de Babilonia
- Clístenes (570-507 a. C.), legislador y reformador ateniense.
- Buda (480-400 a. C., ±20) religioso nepalí creador del budismo.
- Pisístrato, tirano de Atenas en 561 a. C., 559-556 y 546-528 a. C. (fallecido en el 527 a. C.).
- Solón de Atenas (638-558 a. C.), uno de los Siete sabios de Grecia.
- Simónides de Ceos (nacido hacia 556 a. C.
- Itoku, emperador japonés, nacido en el 553 a. C.
- Zoroastro (fallecido hacia 551 a. C.).
- Cambises I, rey persa de Anshan (?-559 a. C.).
- Amintas I, rey de Macedonia desde alrededor del año 540 a. C.
- Tespis, fundador del teatro griego, participó en las Dionisias de 536 a. C. y el 533 a. C.
- Creso, fallecido en 547 a. C.
- Anaximandro, filósofo griego, fallecido en el 546 a. C. (fecha aproximada).
- Rey Ling de Zhou, de la dinastía Zhou de China (fallecido en el 545 a. C.).
- Nabónido, último rey de Babilonia (fallecido en el 539 o 538 a. C.).
- Lao-Tsé, fundador del taoísmo (fallecido hacia el año 531 a. C.).
- Cambises II, gobernante del antiguo Imperio persa (fallecido por suicidio en marzo de 521 a. C.).
- Esmerdis, gobernante del antiguo Imperio persa (fallecido en 521 a. C.).
- Confucio, figura fundadora del confucianismo (551-479 a. C.).
- Psamético III, rey de Egipto, reinó de 526 a 525 a. C., es el último faraón de la Dinastía XXVI de Egipto.
- Darío I, rey de Persia (nacido en 549 a. C.; reinó 521-485 a. C.).
- Sun Tzu, autor de El arte de la guerra (h. 544-496 a. C.).
- Heráclito de Éfeso, filósofo griego (nacido hacia 535 a. C.).
- Esquilo, autor de tragedias griegas (525-456 a. C.).
- Píndaro, poeta griego (nacido en 522 a. C.).
- Epiménides de Cnosos, un famoso poeta, profeta y filósofo cretense, relacionado con la paradoja de Epiménides
- Jerjes I de Persia (nacido en 519 a. C.).

## Filosofía
- Antigua Grecia: comienza el desarrollo de la filosofía griega, que florecerá durante el siglo V a. C.
- China: la filosofía china se convierte en la ortodoxia de China. Florecen el confucianismo, el legismo y el mohismo. Lao-Tsé funda el taoísmo.

## Literatura
- En la India, el gramático Pánini, en algún momento de este siglo,[5] compuso una gramática de sánscrito, que es la gramática conservada más antigua en cualquier idioma.
- 534 a. C.: en Atenas (Grecia) se instituyen concursos de tragedia en las fiestas dionisias urbanas.

## Religión
- Oriente occidental: durante el Imperio persa, Zoroastro funda el zoroastrismo, una doctrina dualista.
- Época del cautiverio de Babilonia de los antiguos judíos.
- En la India antigua, Mahavira funda el yainismo como crítica a la religión hinduista.
- 571 a. C. En el reino de Chu, dentro del imperio chino, nace probablemente Lao-Tse.
- 551 a. C. En el Imperio Chino, en la ciudad de Qufu se cree que nació cerca de la montaña de Ni, Confucio.
- 528 a. C.: en la India antigua, Buda comienza su ministerio. Como crítica a la religión hinduista funda el budismo, que se convertirá en una de las principales religiones del mundo.
- Mediados del siglo VI a. C.: en Atenas se inaugura el Templo de Zeus Olímpico.
- 536 a. C.: según la tradición, el profeta bíblico Daniel dijo haber recibido la visita de un ángel.[6]
- 515 a. C. (12 de marzo): se completa la construcción del Templo de Jerusalén.
- 509 a. C. (idus de septiembre, o sea 13 de septiembre): en la Colina Capitolina de Roma se dedica el templo de Júpiter.
- 508 a. C.: en la Antigua Roma se instituye el cargo de póntifex máximus.

## Deportes
- 582 a. C. (fecha tradicional): en Delfos (Grecia) se fundan los Juegos Píticos.
- 580 a. C. (fecha tradicional): en Antigua Corinto se fundan los Juegos Ístmicos.
- 573 a. C. (fecha tradicional): en Nemea (Grecia) se fundan los Juegos Nemeos.

## Ciencia y tecnología
- El marino cartaginés Hannón el Navegante atraviesa el estrecho de Gibraltar y viaja por las costas de África occidental, entrando en contacto con diversos grupos trogloditas e incluso con los etíopes. Llegado a las islas Gorilas es atacado por un pueblo salvaje gobernado por mujeres. Cuando llega a la altura de la isla Fernando Poo, ante la escasez de víveres regresa al mar Mediterráneo.
- En la Península arábiga, el rey babilonio Nabónido realiza los primeros estudios arqueológicos de ese país.
- En China, Sunshu Ao, primer ingeniero hidráulico, crea un enorme embalse artificial poniendo un dique a un río para un proyecto de irrigación masiva mientras se encontraba al servicio del rey Zhuang de Chu (fallecido en 591 a. C.).